# Køleskib
Ligesom et stykgodsskib har et køleskib (en. reefer) mange lastrum og mellemdæk, hvor gods kan anbringes og surres. Godset er fx frugt eller grøntsager, og er typisk pakket på paller. Lastrummene er alle forsynet med køleanlæg. Mange moderne køleskibe har lastearrangementer bestående af kraner. Da køleskibe transporterer letfordærveligt gods, bygges skibene som hurtigtsejlende skibe, for at minimere transporttiden.
Køleskibe blev fra 1950'erne en specialitet for rederiet J. Lauritzen, som gav dem alle "Reefer" som efternavn.